# Edgar Diddle
Edgar Allen Diddle Sr., (nacido el 12 de marzo de 1895 en Gradyville, Pensilvania y fallecido el 2 de enero de 1970 en Bowling Green, Kentucky) fue un entrenador de baloncesto estadounidense que ejerció en la Universidad Western Kentucky durante 42 años.

## Trayectoria
- Universidad Western Kentucky (1922-1964)